# Iosif Bartha
Iosif Bartha (ur. 18 lipca 1902 w Oradei, zm. 26 września 1957) – rumuński piłkarz, jedenastokrotny reprezentant Rumunii. Uczestnik Igrzysk Olimpijskich w 1924. Przez całą karierę grał w klubach z Oradei.